# ばんざい先生
『ばんざい先生』（ばんざいせんせい）は、いがらしゆみこによる日本の漫画作品。
『なかよし』（講談社）において1972年9月号より1973年2月号まで連載された。

## 書誌情報
- いがらしゆみこ『ばんざい先生』講談社〈講談社コミックスなかよし〉、全2巻 
  1. 1975年1月10日発行
  2. 1975年1月10日発行

※ISBNが適用される以前の出版物のため、存在しない。